# イエス (Acid Black Cherryの曲)
「イエス」は、Acid Black Cherryの15枚目のシングル。2012年1月18日にmotorodから発売された。

## 概要
2011年9月より5ヶ月連続で発売されるシングル最終弾。カップリングには"Recreation Track"として、2001年にyasuがラジオ番組「ネプチューンのallnightnippon SUPER!」の企画でアイドルユニット「ネプサイケデリコ」に書き下ろした楽曲「Stop it love」のセルフカバーを収録。
通常盤、5万枚数量限定盤、TSUTAYA RECORDS限定盤の3形態で発売され、通常盤と5万枚数量限定盤には、5ヶ月連続シングル&2012年発売3rdアルバム6作品連動応募特典Acid Black Cherry握手会へ合計40,000名様ご招待の応募シリアルが、TSUTAYA RECORDS限定盤には全4種からなるABCオリジナルトレカ1枚がそれぞれ封入。TSUTAYA RECORDS限定盤は『ABC Dream CUP 2011』を記念し、TSUTAYA RECORDS限定でサンクス フォー ユー スペシャルプライスでの発売だが、5ヶ月連続シリアル及び2012年発売3rdアルバム連動特典の応募シリアルは封入されていない。
USENリクエストチャート2012年度J-POP部門年間1位を記録。

## 収録曲

### 通常盤
| 全作詞・作曲・編曲: 林保徳。 |                                    |        |            |      |
| #                            | タイトル                           | 作詞   | 作曲・編曲 | 時間 |
| 1.                           | 「イエス」                         | 林保徳 | 林保徳     | 5:58 |
| 2.                           | 「Stop it love」(Recreation Track) | 林保徳 | 林保徳     | 5:13 |
| 合計時間:                    | 合計時間:                          | 11:11  |            |      |

### 5万枚数量限定盤
| #  | タイトル               | 作詞 | 作曲・編曲 |
| -- | ---------------------- | ---- | ---------- |
| 1. | 「イエス」(Music clip) |      |            |
| 2. | 「OFF SHOT」           |      |            |

### TSUTAYA RECORDS限定盤
| #         | タイトル   | 作詞 | 作曲・編曲 | 時間 |
| --------- | ---------- | ---- | ---------- | ---- |
| 1.        | 「イエス」 |      |            | 5:58 |
| 合計時間: | 合計時間:  | 5:58 |            |      |

## 楽曲解説
1. イエス
  - 日本テレビ『スッキリ!!』2月度エンディングテーマ
  - 日本テレビ系列「芸能★BANG!」2月エンディングテーマ
  - 日本テレビ系列「音龍門」特選アーティスト #10テーマソング
  - BeeTVショートドラマ「Re:dream」テーマソング
  - 「オレ一応モデルなんですけど」（群馬テレビ）エンディングテーマ

PVは、ストーリー仕立ての内容となっている。